# Carteolol
Carteolol é um betabloqueador não seletivo usado para tratar o glaucoma. É um antagonista beta-adrenérgico, utilizado como agente antiarrítmico, antianginoso, anti-hipertensivo e antiglaucomatoso, de longa duração, não seletivo e com atividade simpaticomimética intrínseca. Incorporado no Japão em 1972, foi originalmente desenvolvido para controlar a   pressão alta e outras doenças cardíacas e foi aprovado para uso médico em 1980.

## Características

Estrutura do Carteolol

- Nome IUPAC: 5-[3-(terc-butilamino)-2-hidroxipropoxi]-3,4-di-hidro-1H-quinolin-2-ona[2]

- Peso molar: 292,37 g/mol[2]

- Fórmula molecular: C16H24N2O3[2]

- Solubilidade: 4,21e-01 g/L

## Uso clínico
Uso oftálmico, geralmente usado para tratar a pressão alta. É indicado para o tratamento crônico do glaucoma simples.
Estudos comparativos de curto e longo prazo envolvendo carteolol e outros betabloqueadores revelaram que a instilação de carteolol a 1% ou 2% no olho produz uma ação hipotensora ocular semelhante à do timolol a 0,25%. (3) ou 0,5% (5)-7), respectivamente.

## Propriedades farmacológicas
O carteolol é um antagonista não seletivo de β-adrenoceptor com propriedades diferentes das de outros antagonistas de β-adrenoceptor. O carteolol ocular reduziu significativamente a Pressão intraocular (PIO) em voluntários saudáveis. Além disso, reduções significativas na produção de humor aquoso foram observadas com carteolol em pacientes com glaucoma primário de ângulo aberto (GPAA); não alterou a sensibilidade da córnea, secreção lacrimal ou diâmetro da pupila. Ao contrário do timolol ou betaxolol, o carteolol também pareceu melhorar a perfusão da cabeça do nervo óptico.
Os antagonistas beta adrenérgicos são drogas que se ligam, mas não ativam os receptores beta-adrenérgicos, bloqueando assim as ações dos agonistas beta-adrenérgicos. Os beta-antagonistas adrenérgicos são usados para o tratamento de hipertensão, arritmias cardíacas, angina de peito, glaucoma, enxaquecas e ansiedade.

## Mecanismo de ação
O mecanismo primário da ação hipotensora ocular do carteolol na redução da pressão intraocular é provavelmente uma diminuição na produção de humor aquoso. Este processo é iniciado pelo bloqueio não seletivo dos receptores adrenérgicos beta1 e beta2.
Carteolol também tem a capacidade de atividade simpaticomimética intrínseca leve (ISA) com faixa efetiva de dosagem. A adrenalina pode ativar o receptor β1 adrenérgico de modo que a frequência cardíaca e o débito sejam aumentados. A renina é um hormônio gerado a partir do rim, o que pode levar à constrição dos vasos sanguíneos. Os betabloqueadores podem impedir eficientemente a liberação de renina.

## Contraindicações
Pacientes com hipersensibilidade ao Carteolol ou pacientes com bradicardia, insuficiência cardíaca ou asma.

## Eficácia terapêutica
Os resultados de vários ensaios mostraram que a eficácia hipotensora ocular do carteolol regular 1% ou 2% duas vezes ao dia foi semelhante à do timolol 0,25% ou 0,5% duas vezes ao dia, betaxolol 0,5% duas vezes ao dia em pacientes com glaucoma primário de ângulo aberto (GPAA), glaucoma de ângulo aberto (OAG) ou hipertensão ocular (OH) após 1-12 meses de tratamento. No entanto, 3 meses de tratamento com levobunolol 0,5% duas vezes ao dia resultou em reduções significativamente maiores na pressão intraocular (PIO) do que carteolol 2% duas vezes ao dia em pacientes com OAG ou OH. Uma redução significativa da linha de base na PIO foi observada com carteolol em muitos estudos. O tratamento a longo prazo (até 7 anos) com carteolol 1% duas vezes ao dia teve eficácia semelhante ao timolol 0,25% duas vezes ao dia e betaxolol 0,5% duas vezes ao dia em termos de redução da PIO e preservação dos campos visuais em pacientes recém-diagnosticados.
A eficácia hipotensora ocular do carteolol de ação prolongada administrado uma vez ao dia foi semelhante ao da formulação padrão do carteolol administrado duas vezes ao dia em dois ensaios bem desenhados em pacientes com OAG ou OH. Além disso, os dados de um terceiro estudo revelaram uma diminuição significativa da linha de base na PIO com a formulação padrão e uso prolongado de carteolol em pacientes com PAOG ou OH.

## Efeitos adversos
Os efeitos colaterais incluem dor de cabeça, náuseas, reações alérgicas, diminuição da frequência cardíaca, pulso arterial e pressão arterial sistêmica,irritação local, alterações na visão e fotofobia. Também pode causar olhos secos e blefaroconjuntivite. E, com seu potencial de absorção, pode desencadear crises de asma em indivíduos predispostos. Os efeitos mais comuns esperados com superdosagem de um agente bloqueador beta-adrenérgico são bradicardia, broncoespasmo, insuficiência cardíaca congestiva e hipotensão.